# Turtur brehmeri
La tortora boschereccia testazzurra, tortora a testa azzurra o tortora testablu  (Turtur brehmeri Hartlaub, 1865) è un uccello della famiglia dei Columbidi diffuso nelle regioni occidentali e centrali dell'Africa sub-sahariana.

## Descrizione
L'uccello è di misura media, fino a 25 cm di lunghezza. Il piumaggio presenta un colore variegato: come dice il nome la testa dell'uccello è di colore azzurro con varie sfumature mentre il resto del corpo è di un colore marroncino non troppo scuro; le zampe sono di colore rosso scuro.

## Distribuzione e habitat
La tortora boschereccia testazzurra è presente esclusivamente nei paesi dell'Africa Occidentale bagnati dal mare, vive nelle foreste pluviali di Sierra Leone, Angola, Liberia, Costa d'Avorio, Congo, Guinea Equatoriale, Repubblica Centrafricana, Guinea, Camerun, Gabon, Nigeria, Ghana e Togo.
Dato il suo grande areale (in gran diminuzione comunque) è classificata come specie a basso rischio (Least Concern).

## Tassonomia
Comprende le seguenti sottospecie:
- T. b. infelix J. L. Peters, 1937 - da Guinea e Sierra Leone fino al Camerun;
- T. b. brehmeri (Hartlaub, 1865) - dal Camerun meridionale fino a Repubblica Democratica del Congo orientale e Angola nord-occidentale;